# 今井久 (内務官僚)
今井 久（いまい ひさし、1902年（明治35年）7月24日 - 1980年（昭和55年）7月25日）は、日本の内務・警察・防衛官僚。官選茨城県知事、防衛事務次官。

## 経歴
東京府出身。専売局官吏・今井譲の二男として生まれる。旧制愛知県立第五中学校（現・愛知県立瑞陵高等学校）、第八高等学校を卒業。1924年11月、高等試験行政科試験に合格。1925年3月、東京帝国大学法学部法律学科（英法）を卒業。同年4月、内務省に入省し岡山県属となり内務部社会課兼地方課勤務となる。同年12月、休職して入営し、1926年11月、陸軍二等計手となり復職。
1927年3月、地方警視・宮崎県警察部警務課長兼保安課長に就任。以後、神奈川県警察部警務課長、石川県工場監督官、大阪府警察部警務課長、警視庁警視・警務部警務課長、佐賀県書記官・警察部長を歴任。1937年8月に応召され1940年1月まで入隊。
1940年1月、三重県書記官・警察部長に発令。内務書記官・警保局警務課長、同保安課長を経て、1944年7月、茨城県知事に就任。戦時下の対応に尽力。1945年4月、防空総本部次長に転出。内務省調査官に異動し、同年10月に退任。同年に退官。1946年9月から1951年10月まで公職追放となる。1949年、茨城石炭販売社長に就任。
1955年、内閣行政審議会委員となる。1956年5月、調達庁長官に就任。
1957年6月、防衛庁次長、同年8月、防衛事務次官となり1960年11月まで在任。安保闘争に対して自衛隊の治安出動が検討された際には反対を主張し、防衛庁長官の赤城宗徳に容れられる。
1974年10月から死去するまで国家公安委員を務めた。